# Sound Transit
Sound Transit ist ein Unternehmen, das öffentlichen Personennahverkehr in der Metropolregion Seattle am Puget Sound im Bundesstaat Washington der Vereinigten Staaten organisiert.
Die drei Counties King, Pierce und Snohomish gründeten im Jahr 1993 die Central Puget Sound Regional Transit Authority als ein öffentliches Unternehmen, um Regionalverkehr in ihren urbanen Gebieten mit den größten Städten Bellevue, Everett, Federal Way, Kent, Renton, Seattle und Tacoma anzubieten. Die Einrichtung in der Rechtsform einer Special-Purpose Metropolitan Municipal Corporation wurde 1992 durch Gesetz des Bundesstaates Washington autorisiert.
Unter dem Marketingnamen Sound Transit ist es sowohl ein ÖPNV-Aufgabenträger für privatwirtschaftlich erstellte Verkehrsleistungen, als auch selbst ein Verkehrsunternehmen. Sound Transit bestellt für die drei Gebietskörperschaften, in denen das Bedienungsgebiet liegt, die Verkehrsleistungen der von BNSF Railway betriebenen Pendlerbahn Sounder, der von King County Metro betriebenen Stadtbahn Seattle, des von mehreren Verkehrsunternehmen betriebenen regionalen Schnellbus-Netzes Sound Transit Express, sowie ab voraussichtlich 2027 von drei Bus-Rapid-Transit-Linien Stride. Die Straßenbahn Tacoma ist das einzige Nahverkehrsmittel, das von Sound Transit selbst in Eigenregie betrieben wird.

## Verkehrsträger

### Sounder

Sounder-Streckenplan

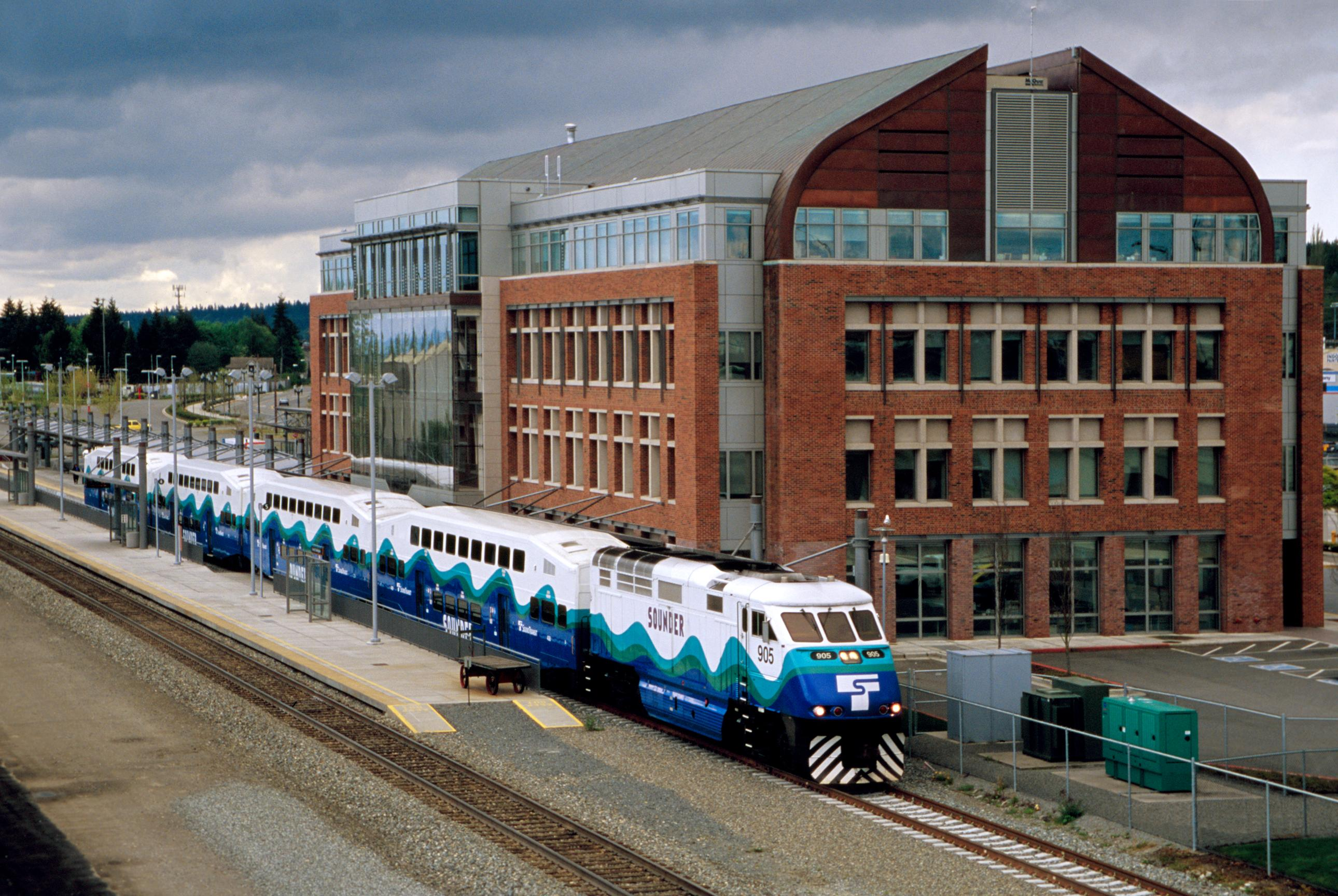
Sounder am Bahnhof Everett (2006)

Die Pendlerbahn Sounder trägt die offizielle Bezeichnung Sounder Commuter Rail und den Haltercode SDRX. Sie hat zwei Linien, die vom Bahnhof King Street Station in der Innenstadt Seattles ausgehend nach Süden bzw. Norden fahren. Die Fahrten finden auf den Berufsverkehr an Werktagen ausgerichtet überwiegend in Lastrichtung statt: Morgens in die Hauptgeschäftszentren Seattle und Tacoma, nachmittags in die Vororte und das Umland. Sounder verkehrt überdies im Veranstaltungsverkehr zu den Sportstadien Lumen Field und T-Mobile Park in Seattle sowie saisonal zur Washington State Fair in Puyallup.:11
Der Verlauf und Ausbauzustand der befahrenen Strecken, die nur Teile der Siedlungsgebiete der Region erschließen, und die Erfordernisse des Schienengüterverkehrs verhindern eine umfassendere Bedienung.
Für die ersten drei Monate 2025 ermittelte die Branchenvereinigung American Public Transportation Association durchschnittlich 7.200 Sounder-Fahrgäste an Werktagen und einen Rückgang um 4,2 % verglichen mit dem Vorjahreszeitraum, während die Gesamtzahl der Fahrgäste über 32 erfasste Schienenpersonennahverkehrssysteme in den Vereinigten Staaten hinweg um knapp 8 % anstieg.

#### Linien des Sounder

Sounder S Line
Sounder N Line

Die Linie „Sounder South“ oder „Sounder S Line“ verkehrt mit einer Fahrtdauer von rund 75 Minuten zwischen Lakewood über Tacoma und Kent bis Seattle. Sie bedient neun Stationen und ist die stärker ausgelastete Linie mit längeren Zügen und ausgedehnteren Betriebszeiten.:11 Der erste Zug auf dieser Relation fuhr am 18. September 2000 von Tacoma nach Seattle.
Die Linie „Sounder North“ oder „Sounder N Line“ verkehrt mit einer Fahrtdauer von rund 60 Minuten zwischen Everett und Seattle. Sie bedient vier Stationen, ist schwächer ausgelastet, hat kürzere Züge und eingeschränkte Betriebszeiten.:11 Der erste Zug auf dieser Relation fuhr am 21. Dezember 2003 von Everett nach Seattle.

#### Rollmaterial und Infrastruktur des Sounder
Das rollende Material von Sounder gehört Sound Transit und besteht aus 67 Bombardier-BiLevel-Doppelstockwagen der Generationen VI, VII und IX. Zusätzliche 11 BiLevel-Wagen der Generation X mit Energieverzehrmodulen zur Erfüllung verschärfter Anforderungen der Federal Railroad Administration an das Crash Energy Management (CEM) kamen im Jahr 2023 hinzu.:22 Sound Transit besitzt 14 Lokomotiven: 3 MPI MPXpress und 11 EMD F59PHI.:11 Amtrak ist mit der Instandhaltung beauftragt, die im Betriebswerk Holgate in Seattle stattfindet.:11
Die befahrenen Eisenbahnstrecken gehören überwiegend BNSF Railway. Um die Strecke zwischen Everett und Seattle verlässlich zu bestimmten Tageszeiten befahren zu können, hat Sound Transit von BNSF ein Easement erworben (ähnlich einer Grunddienstbarkeit im deutschen Sachenrecht). Das Washington State Department of Transportation betreibt Infrastruktur für die Amtrak-Züge „Cascades“, auf der auch Sounder verkehrt. Dazu gehört die 2017 bzw. 2021 eröffnete Bahnstrecke Tacoma–Lakewood–DuPont, genannt Point Defiance Bypass. Beim Eisenbahnunfall von DuPont entgleiste dort im Dezember 2017 ein „Cascades“-Fernzug. Dies geschah während der ersten Fahrgastfahrt auf der für Sounder und Amtrak auf einer ehemals stillgelegten Trasse der Northern Pacific Railway zwecks Linienverbesserung neu aufgebauten Strecke, die daraufhin wieder außer Betrieb genommen und erst 2021 nach Erfüllung aller Sicherheitsvorgaben endgültig eröffnet wurde. 

### Link Light Rail

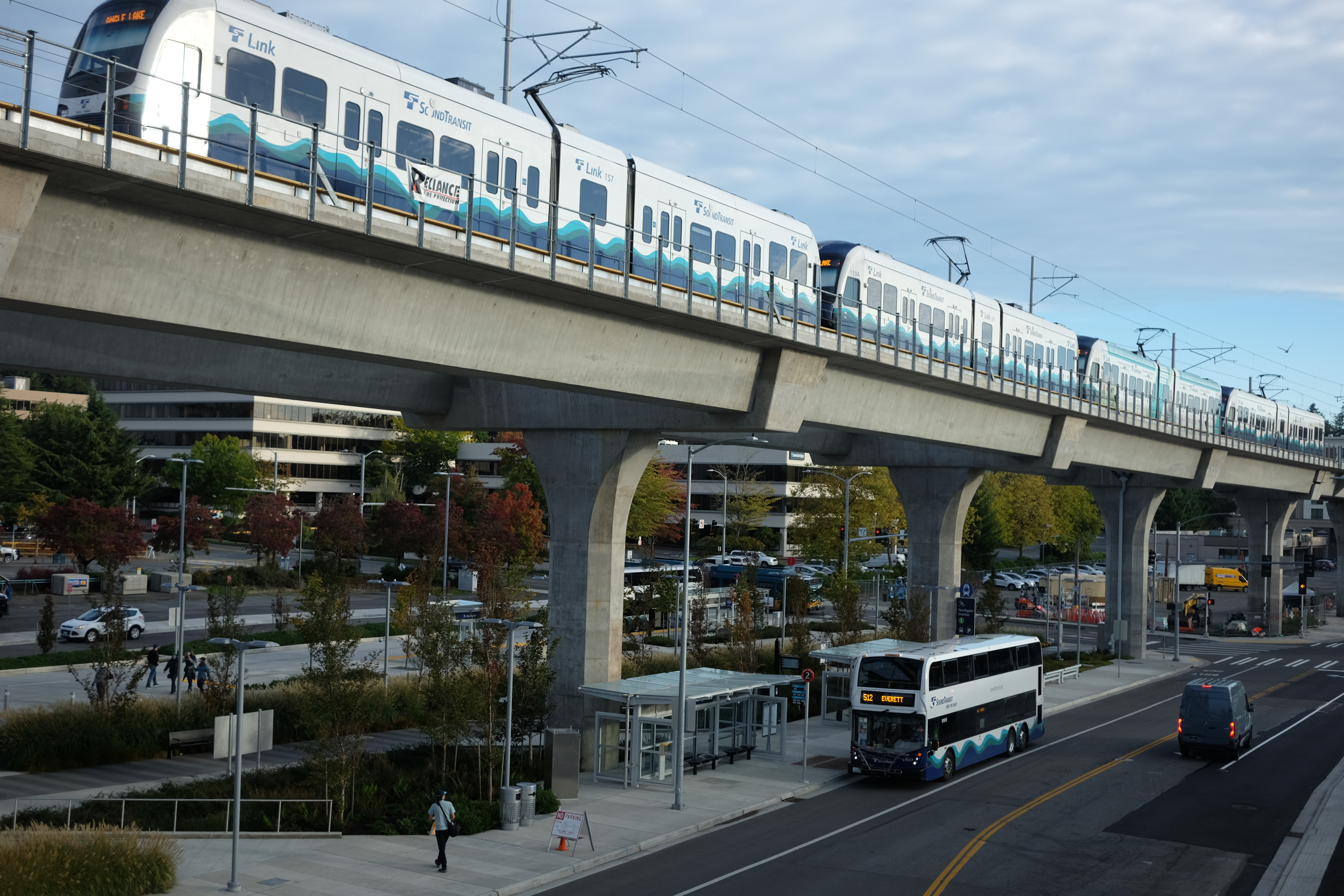
Aufgeständerte Stadtbahn Link Light Rail und Schnellbus Sound Transit Express am Umsteigepunkt Northgate in Seattle (2021)

Link Light Rail ist der Marketingname des Light-Rail-Transit-Netzes von Sound Transit. Es wäre unter deutschen Rahmenbedingungen als Niederflur-Stadtbahn bzw. als Niederflur-Straßenbahn einzuordnen.

1 Line
2 Line
3 Line
4 Line
T Line

Die Stadtbahn Seattle besteht aus der „1 Line“ und der „2 Line“. Beide Linien werden von King County Metro betrieben, das seit 2019 ein öffentliches Verkehrsunternehmen des King County Metro Transit Department ist.
Die „1 Line“ wurde unter der Bezeichnung „Central Link“ entwickelt und beworben. Die Inbetriebnahme eines ersten Teilabschnitts der „2 Line“ erfolgte im April 2024,:16 eines zweiten im Mai 2025. Netzausbauten sind für die 2020er und 2030er Jahre geplant. Für zwei Linien, die „3 Line“ und „4 Line“, sind Teile der Finanzierung gesichert und besteht Baurecht, wobei die Umsetzung bis in die 2040er Jahre andauern könnte.
Die 2003 eröffnete Straßenbahn Tacoma wird von der „T Line“ befahren und ist das einzige Nahverkehrsmittel, das von Sound Transit selbst in Eigenregie betrieben wird. Diese nur wenige Kilometer lange Niederflur-Straßenbahn-Strecke wurde als „Tacoma Link“ entwickelt und so bis 2019 bezeichnet, um die organisatorische Nähe zu Link Light Rail zu verdeutlichen.
Die Straßenbahn Seattle mit ihren beiden 2007 und 2016 eröffneten Linien hingegen ist weder Teil von Link Light Rail noch von Sound Transit, sondern gehört der Stadt Seattle und wird im Auftrag des städtischen Verkehrsamts Seattle Department of Transportation vom Verkehrsunternehmen King County Metro betrieben.

### Schnellbusverkehr

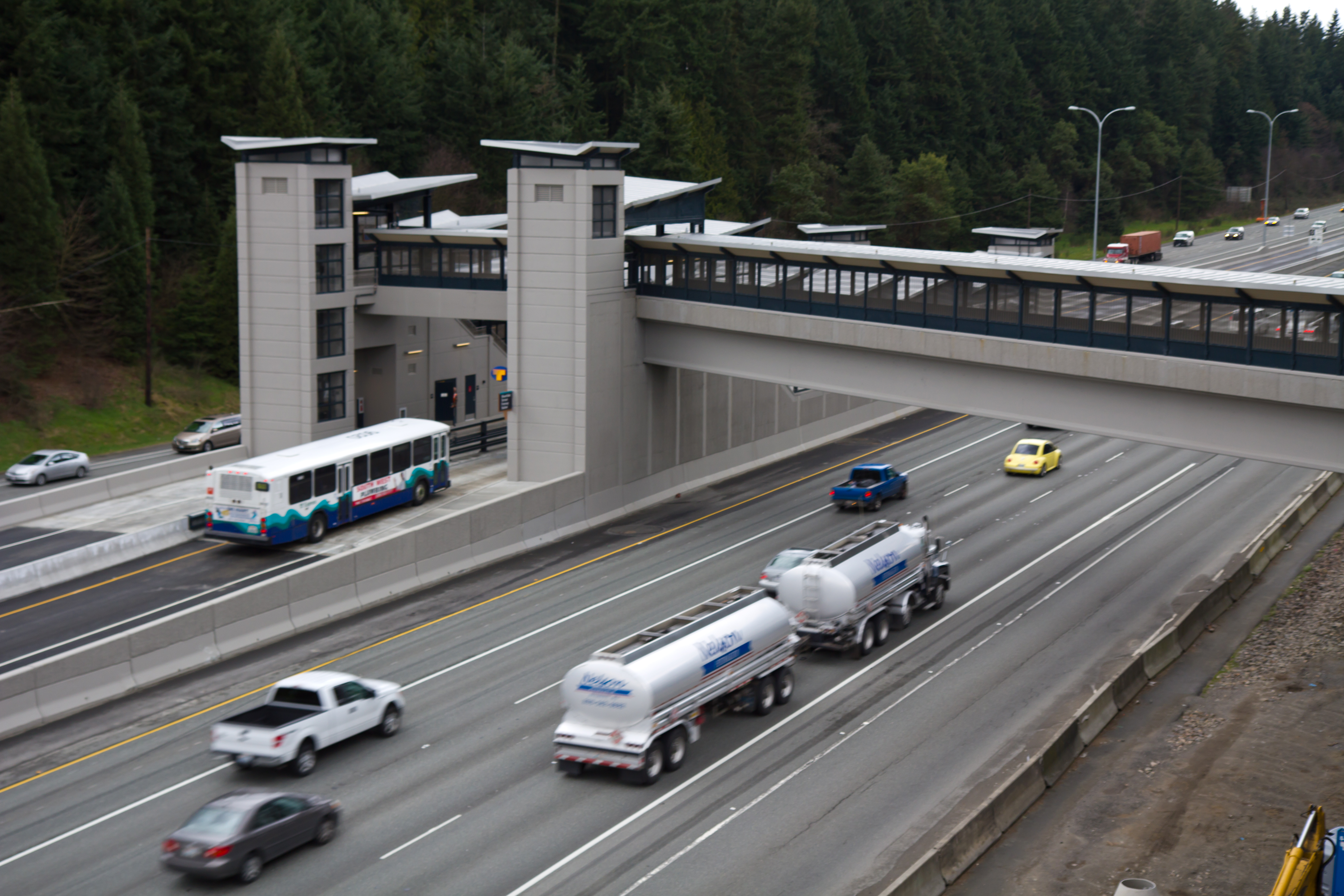
Bus des Sound Transit Express bedient Busstation im Mittelstreifen der Interstate 5 (2011)

#### Sound Transit Express
Drei Nahverkehrsunternehmen erbringen Verkehrsleistungen auf dem regionalen Schnellbus-Netz Sound Transit Express.:10 Das Liniennetz bestand im Jahr 2022 aus 24 Linien, von denen 10 jeden Tag auch außerhalb der Hauptverkehrszeiten und an Wochenenden verkehrten.:10

#### Stride Bus Rapid Transit
Mit Stand 2025 ist die stufenweise Inbetriebnahme eines regionalen Bus-Rapid-Transit-Netzes mit dem Marketingnamen Stride Bus Rapid Transit für die Jahre 2028 und 2029 geplant. Stride soll die Bereiche östlich des Lake Washington entlang des Korridors der Interstate 405 mit Link Light Rail verbinden. Die drei geplanten Linien sollen die Bezeichnungen S1 bis S3 tragen.

S1 Line
S2 Line
S3 Line

Sound Transit lässt 33 Batterie-Doppelstockbusse Alexander Dennis Enviro500 mit induktiver Lademöglichkeit für die Linien S1 und S2, und 14 Batterie-Gelenkbusse BYD K11M für die Linie S3 beschaffen.

## Tarif

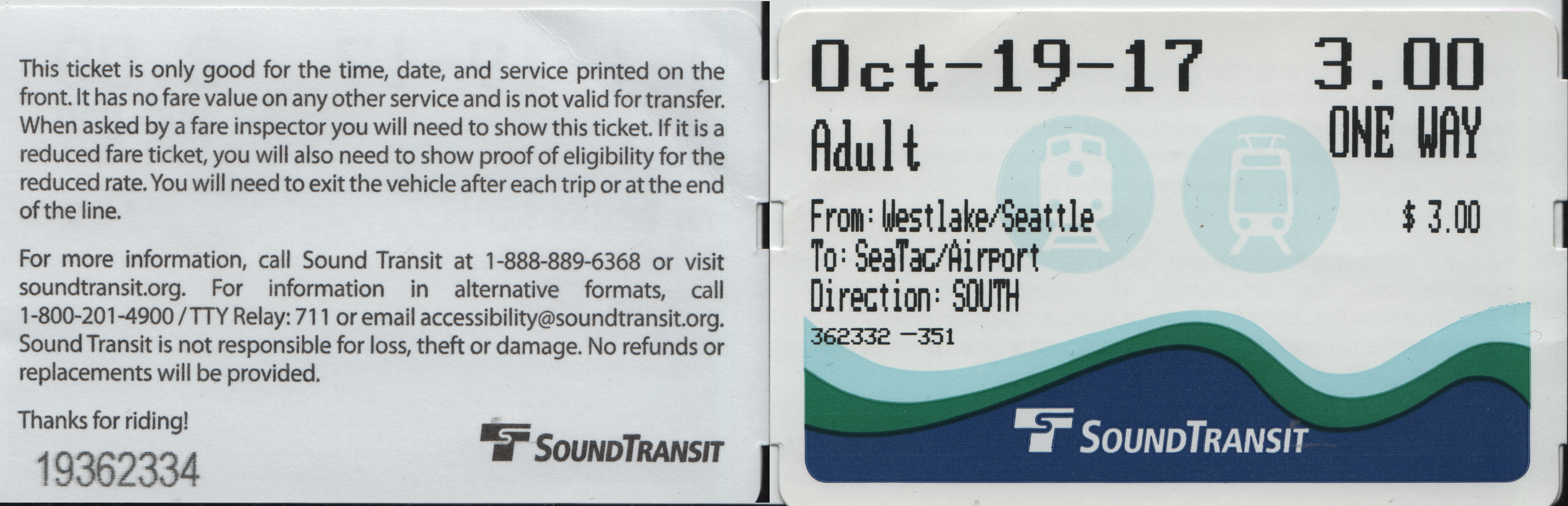
Busfahrschein im Jahr 2017

Sound Transit betreibt zur Fahrgelderhebung federführend das Ticketing-System „ORCA“, in das im Rahmen des Central Puget Sound Regional Fare Coordination Project auch andere öffentliche Verkehrsgesellschaften der Region eingebunden sind. Dazu zählen Busunternehmen, das Fährunternehmen Washington State Ferries und seit 2019 die Einschienenbahn Seattle.
Die seit den 2000er Jahren ausgegebene Guthabenkarte ORCA Card basiert auf RFID-Technik der Marke Mifare gemäß Standard ISO/IEC 14443. ORCA wird seit 2018 technisch erneuert, womit die Firma INIT beauftragt wurde. Erste Elemente dieser zweiten ORCA-Generation gingen im Mai 2022 in Betrieb.:17

## Rechtliche Grundlagen

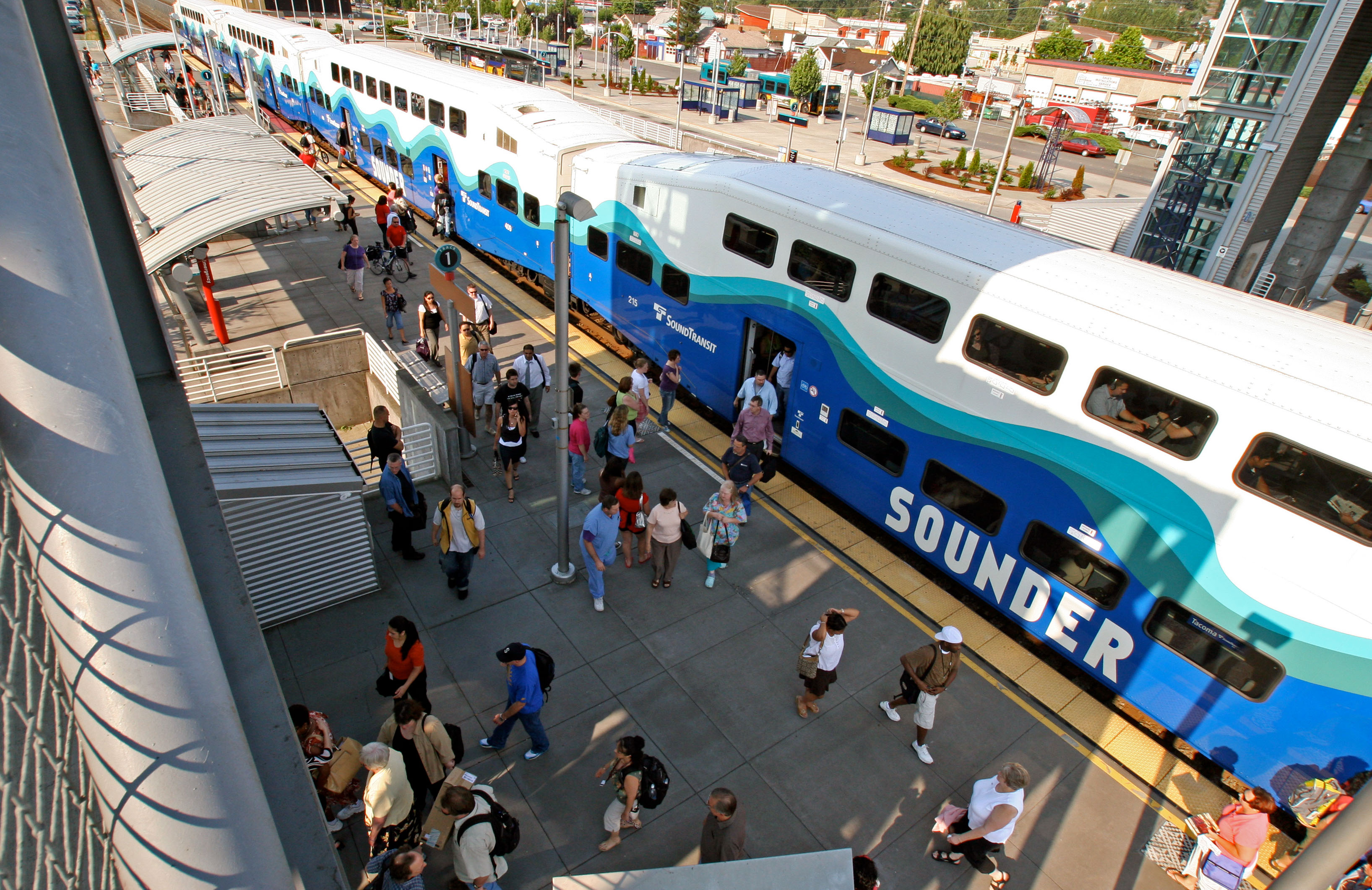
Sounder im Bahnhof Auburn (2008)

Die Gründung der Central Puget Sound Regional Transit Authority als Special-Purpose Metropolitan Municipal Corporation, vergleichbar einer deutschen Körperschaft des öffentlichen Rechts, wurde im Jahr 1992 durch die Washington State Legislature gesetzlich autorisiert und 1993 vollzogen.:5:6 King County, Pierce County und Snohomish County gründeten sie, um die in den Counties gelegenen Siedlungskerne der Metropolregion Seattle mit 80 % der ansässigen Bevölkerung mit leistungsfähigem öffentlichem Personennahverkehr zu versorgen.:5
Sound Transit wird von einem 18-sitzigen Board of Directors geleitet, das mit dem Verkehrsminister des Bundesstaates Washington sowie 17 gewählten Repräsentanten besetzt ist, die durch die drei County Executives (Oberster Beamter und Leiter der Exekutive eines Countys) benannt werden und jeweils 164.000 Einwohner des Bedienungsgebietes von Sound Transit repräsentieren. Mit Stand 2016 waren es 10 Repräsentanten für King County, 4 für Pierce County und 3 für Snohomish County.:6 Die Steuerung des Tagesgeschäfts obliegt einem dem Board untergeordneten Executive Committee.

## Finanzierung

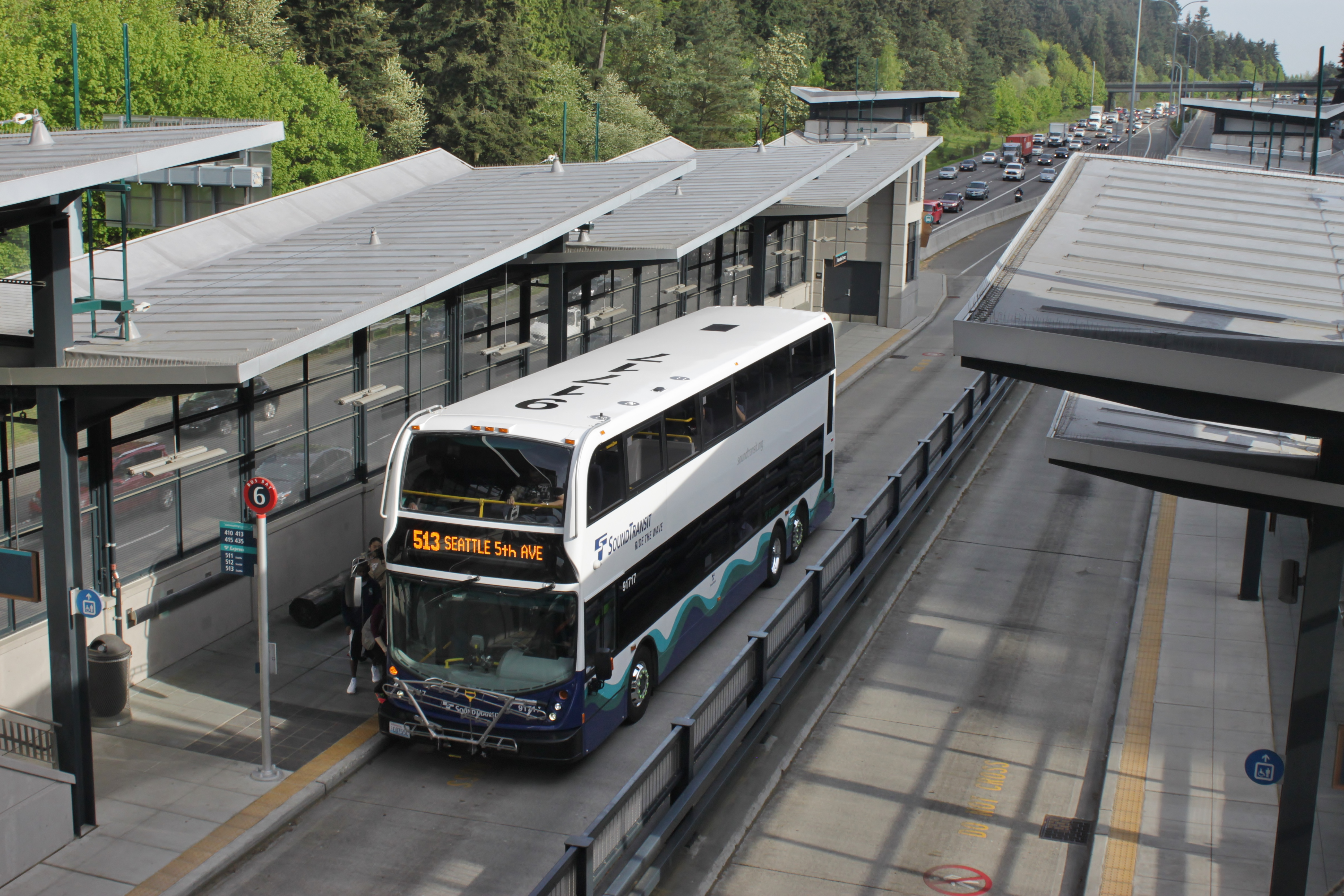
Busstation Mountlake Terrace

Der laufende Haushalt der Central Puget Sound Regional Transit Authority wird zu großen Teilen aus Steuern bestritten, die sie in ihrem Einzugsgebiet in Teilen von King, Pierce und Snohomish County erhebt. Die größten Anteile machen eine Verkaufssteuer im Einzelhandel, eine Verbrauchsteuer auf den Kauf privater Kraftfahrzeuge (englisch Motor Vehicle Excise Tax) und eine Eigentumssteuer auf Grundeigentum aus. Auf dieser breit aufgestellten Steuerbasis ist Sound Transit substanziell weniger als andere Verkehrsverwaltungen in Amerika von Fahrgelderlösen, die bei Sound Transit im Haushalt des Jahres 2023 an fünfter Stelle kamen und 7 % der Einnahmen ausmachten, abhängig.
Für das Jahr 2023 war ein Gesamtumsatz in Höhe von rund 2,465 Milliarden Dollar veranschlagt.:27 In den 2020er Jahren finden Eröffnungen neuer Strecken und Angebotsverbesserungen statt, so dass im Nachgang der Corona-Krise steigende Erlöse eingeplant waren.:27 Als gegenläufige Entwicklung wurde vermehrtes Fahren ohne Fahrschein festgestellt, so dass Sound Transit im Jahr 2024 das langfristige Ziel eines Kostendeckungsgrads von 40 % aus Fahrgelderlösen (englisch farebox recovery rate) auf 23 % absenkte.
Die öffentliche Finanzierung vor allem der Investitionen findet in den Vereinigten Staaten typischerweise über den Kapitalmarkt mit Municipal Bonds statt, nicht wie in Europa über Banken. Es gibt zwei Arten von Verbindlichkeiten, die Sound Transit eingehen darf: Solche, die vom Stimmvolk zu genehmigen sind, und solche, die gemäß den Gesetzen des Bundesstaates bis zu einer Obergrenze in Höhe von 1,5 % des Wertansatzes aller Immobilien im Einzugsgebiet der Central Puget Sound Regional Transit Authority ohne weitere Beteiligung des Stimmvolks aufgenommen werden dürfen.:14

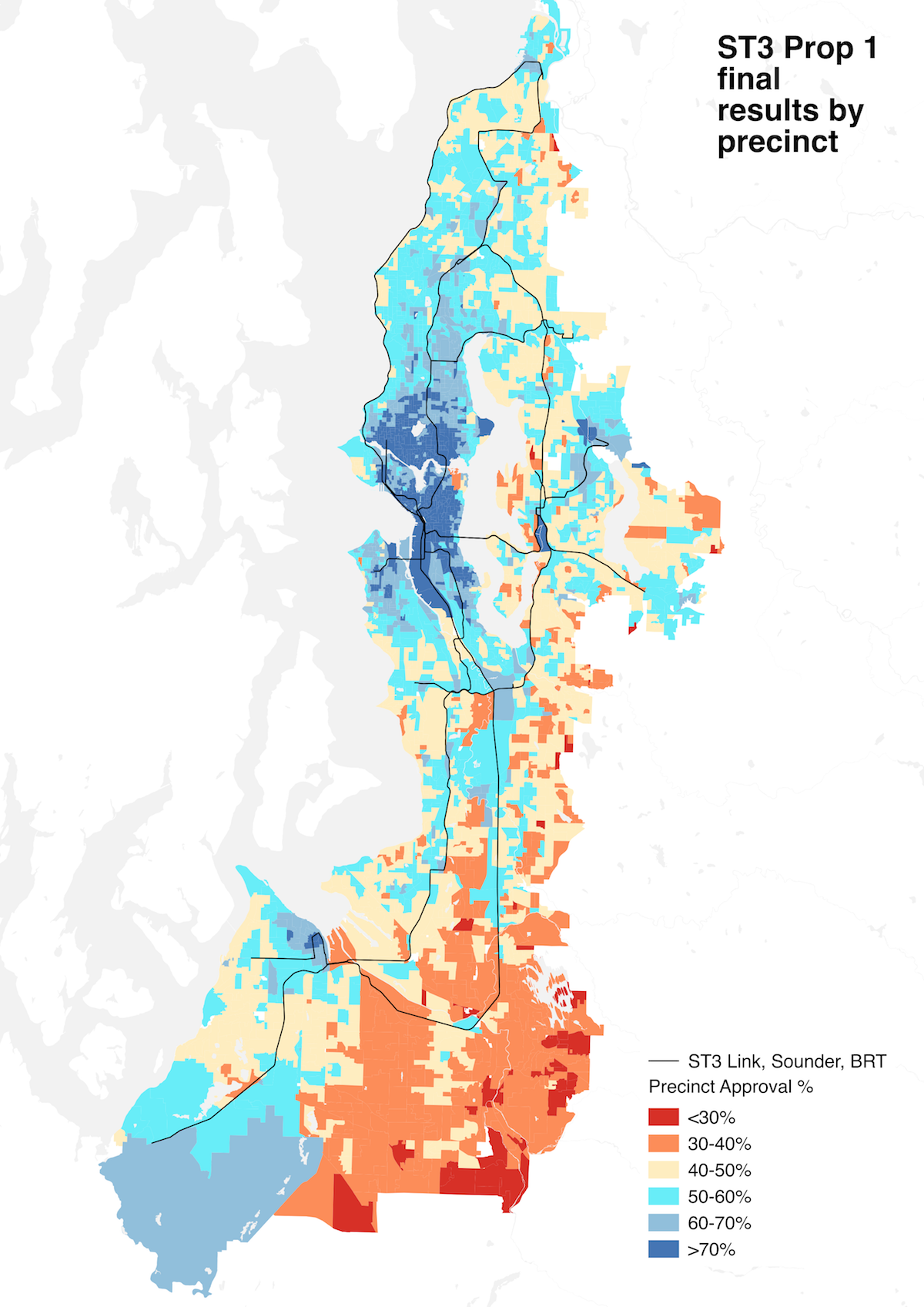
Stimmanteile bei der Volksabstimmung zu Sound Transit 3 im Einzugsgebiet: Blau gefärbte Flächen zeigen mehr Zustimmung (ausgeprägt in Seattle), Rot mehr Ablehnung (ausgeprägt in Pierce County)

Die Central Puget Sound Regional Transit Authority hat seit ihrer Gründung drei Transportation Ballot Measures zur Abstimmung gestellt. Bei jedem dieser Gesamtpakete aus Nahverkehrsplan, Investitionsplanung und Finanzierung war das Stimmvolk zur Annahme mit einfacher Mehrheit aufgefordert.:9

### Sound Move
Die erste und grundlegende Ausbaustufe Sound Move wurde im November 1996 beschlossen und war im Jahr 2016 vollendet.:9

### Sound Transit 2
Die zweite Ausbaustufe Sound Transit 2 wurde im November 2008 beschlossen und galt über 15 Jahre hinweg. Sie enthielt zusätzliche Bus- und Pendlerzug-Leistungen sowie ca. 58 Kilometer (36 Meilen) zusätzliche Stadtbahnstrecken.:9

### Sound Transit 3
Die dritte Ausbaustufe Sound Transit 3 wurde im November 2016 beschlossen und gilt über 25 Jahre hinweg. Sie enthält den Ausbau des Stadtbahnnetzes auf 187 Kilometer (116 Meilen) Gesamtlänge mit 70 Stationen bis zum Jahr 2041. Die Zustimmungsrate belief sich auf rund 55 Prozent der Wählerstimmen.